# Марч, Алейда

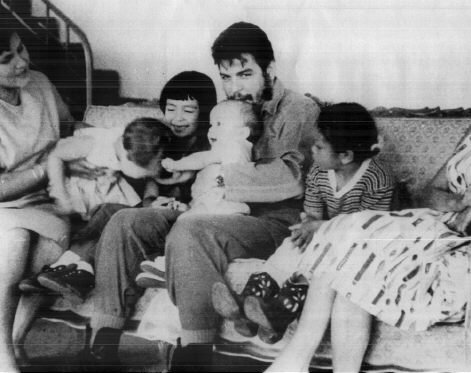
Че Гевара с женой и детьми.

Алейда Марч (исп. Aleida March, род. 19 октября 1936 года, Санта-Клара, Куба) — кубинская революционерка, участница Движения 26 июля, вторая жена Эрнесто Гевары.
В браке с Че Геварой родила четырёх детей: Алейду (1960), Камило (1962—2022), Селию (1963) и Эрнесто (1965).
Живёт в Старой Гаване в доме Че Гевары.

К 40-летию гибели Че Гевары в 2007 году выпустила книгу мемуаров «Evocation» («Призывание», «Вызов духа») с рассказом о событиях 1958—1965 годов. На презентации заявила:

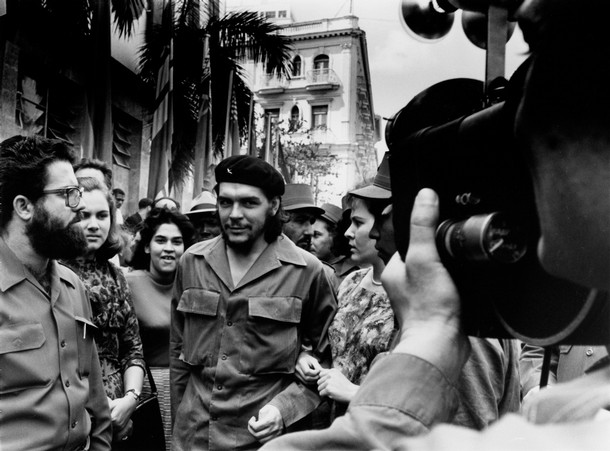
Гевара во время прогулки по улицам Гаваны с женой Алейдой (справа) в 1960 году.

«Я никогда не давала и не собираюсь давать интервью репортёрам. Всё, что я хотела сказать, написано в этой книге».